# Entrecasteaux
Entrecasteaux là một xã thuộc tỉnh Var trong vùng Provence-Alpes-Côte d’Azur, Pháp. Xã này có diện tích 32,11 km², dân số năm 2006 là 1016 người. Xã này nằm ở khu vực có độ cao trung bình 14 mét trên mực nước biển.

## Biến động dân số
| Năm | 1962 | 1968 | 1975 | 1982 | 1990 | 1999 | 2006 |
| --- | ---- | ---- | ---- | ---- | ---- | ---- | ---- |
| Dân số | 458  | 483  | 472  | 527  | 709  | 863  | 1016 |
| From the year 1962 on: No double counting—residents of multiple communes (e.g. students and military personnel) are counted only once. |      |      |      |      |      |      |      |